# Президент Уругваю
Президент держави Східна Республіка Уругвай — найвища посадова особа держави Уругвай, голова держави і голова уряду одночасно. Обирається на всенародних виборах строком на 5 років, має заступника — віцепрезидента.

## Перелік президентів Уругваю
- 1830—1835 — Фруктуосо  Рівера
- 1835—1838 — Мануель  Орібе
- 1838—1843 — Фруктуосо Рівера (вдруге)
- 1843—1846 — Хоакін Суарес
- 1846—1847 — Фруктуосо Рівера (втретє)
- 1847—1852 — Хоакін Суарес (вдруге)
- 1852—1853 — Хуан Франсіско Хіро
- 1853—1854 — тріумвірат
- 1854—1855 — Венансіо Флорес
- 1855—1856 — Мануель Базіліо Бустаманте
- 1856—1860 — Габріель Антоніо Перейра
- 1860—1864 — Бернардо Пруденсіо Берро
- 1864—1865 — Атанасіо Агірре
- 1865—1866 — Венансіо Флорес (вдруге)
- 1866—1868 — Франсіско Відаль
- 1868—1870 — Лоренсо Батльє-і-Грау
- 1870—1873 — Томас Гоменсоро
- 1873—1875 — Хосе Еухеніо Ельяурі
- 1875—1876 — Педро Варела
- 1876—1880 — Лоренцо Латорре
- 1880—1882 — Франсіско Відаль
- 1882—1886 — Максімо Сантос
- 1886 — Франсіско Відаль (вдруге)
- 1886—1890 — Максімо Тахес
- 1890—1894 — Хуліо Еррера-і-Обес
- 1894—1897 — Хуан Ідіарте Борда
- 1897—1903 — Хуан Ліндольфо Крестас
- 1903—1907 — Хосе Батльє-і-Ордоньєс
- 1907—1911 — Клаудіо Вільїман
- 1911—1915 — Хосе Батльє-і-Ордоньєс (вдруге)
- 1915—1919 — Фелісіано Вієра
- 1919—1923 — Бальтазар Брум
- 1923—1927 — Хосе Серрато
- 1927—1931 — Хуан Кампістегі
- 1931—1938 — Габріель Терра
- 1938—1943 — Альфредо Бальдіямір
- 1943—1947 — Хуан Хосе де Ам'єсаґа
- 1947 — Томас Беррета
- 1947—1951 — Луїс Батльє Беррас
- 1951—1952 — Андрес Труеба
- 1952—1955 — Андрес Труеба
- 1955—1956 — Л.К.Батльє Беррео
- 1956—1957 — Альберто Фермін Суберія
- 1957—1958 — Артуро Лесаме
- 1958—1959 — Карлос Фішер
- 1959—1960 — Мартін Ечеґоєн
- 1960—1961 — Беніто Кардоне
- 1961—1962 — Едуардо Віктор Аедо
- 1962—1963 — Фаустіно Харрілон
- 1963—1964 — Даніель Фернандо Креспо
- 1964—1965 — Л.Хіатанасейо
- 1965—1966 — Вашингтон Бельтран
- 1966—1967 — Альберто Утер
- 1967 — — Оскар Хестідо
- 1967—1972 — Хорхе Пачеко
- 1972—1976 — Хуан Марія Бордаберрі
- 1976—1981 — Апарісіо Мендес
- 1981—1985 — Грегоріо Альварес
- 1985—1990 — Хуліо Сангінетті
- 1990—1995 — Луїс Альберто Лакальє
- 1995—2000 — Хуліо Сангінетті (вдруге)
- 2000—2005 — Хорхе Батльє Ібаньєс
- 2005—2010 — Табаре Васкес
- 2010—2015 — Хосе Мухіка
- 2015—2020 — Табаре Васкес (вдруге)
- 2020—2025 — Луїс Альберто Лакальє Поу